# Colegio Olinca
Instituto Educativo Olinca, SC, que opera como el Colegio Olinca, es un sistema escolar privado en México. Atiende a preescolar, primaria, secundaria y preparatoria.
Cuenta con dos campus: Altavista en Álvaro Obregón, Ciudad de México y Periférico en Coyoacán, Ciudad de México. El Colegio Amaranto Los Cabos, BCS está asociado con la escuela.

## Historia
- La escuela fue fundada por María Teresa Compeán de Carrera, en 1973 con la misión de "formar mejores seres humanos".[1]
- En 1978 se inaugura el plantel Periférico.
- 1979 Armando Manzanero compone el himno Olinca.
- En 1980 se une al programa del Bachillerato Internacional siendo así la primera escuela en México en pertenecer a este programa.[5][6]

### Logo

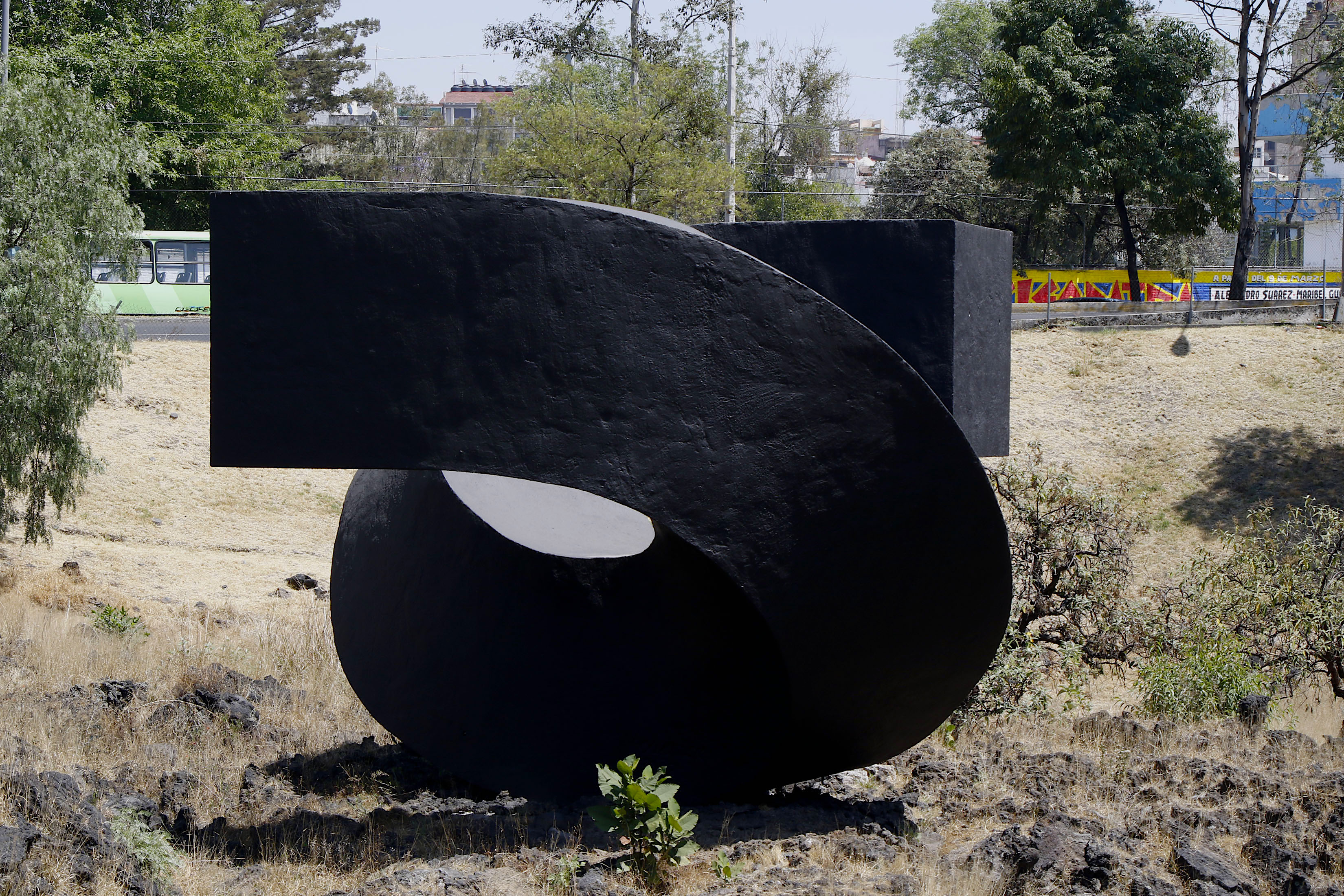
Janus, Ruta de la Amistad

El logotipo del Colegio Olinca está basado en la escultura Janus de Clement Meadmore, perteneciente a la Ruta de la Amistad.